# 5 nm
5 nm (рус. 5 нм)[прояснить] — маркетинговое название технологии для производства микросхем. В Международном плане по развитию полупроводниковой технологии 5-нм техпроцесс упомянут как технология MOSFET, следующая за 7-нанометровым процессом. 
В 2020 году Samsung и TSMC начали массовое производство 5-нм чипов, производимых для компаний Apple, Marvell, Huawei и Qualcomm.
Термин «5 нанометров» не имеет никакого отношения к какой-либо фактической физической характеристике (такой как длина затвора, шаг проводников или шаг затвора) транзисторов. Согласно прогнозам, содержащимся в обновлении Международной дорожной карты для устройств и систем на 2021 год, опубликованном Ассоциацией стандартов IEEE Industry Connection, ожидается, что узел длиной 5 нм будет иметь шаг контактного затвора 51 нанометр и максимально плотный шаг металла 30 нанометров.. В коммерческой практике «5 нм» используется в основном как маркетинговый термин отдельными производителями микросхем для обозначения нового, улучшенного поколения кремниевых полупроводниковых чипов с точки зрения увеличения плотности транзисторов (то есть более высокой степени миниатюризации), увеличения скорости и снижения энергопотребления по сравнению с предыдущим 7-нм процессом.

## История

### Испытания
В 2002 году исследовательская группа IBM, в которую вошли Брюс Дорис, Омер Докумачи, Мейкей Ионг и Анда Мокута, изготовила 6-нанометровый МОП-транзистор «кремний на изоляторе» (SOI).
В 2003 году японская исследовательская группа NEC во главе с Хитоси Вакабаяси и Шигехару Ямагами изготовила первый 5-нм МОП-транзистор.
В 2015 году IMEC и Cadence изготовили 5-нм тестовые чипы. В то время они не являлись полностью функциональными устройствами, а скорее предназначены для оценки структуры слоев межсоединений.
В 2015 году Intel описала концепцию полевого транзистора с поперечными нанопроволоками (или gate-all-around) для 5-нм узла.
В 2017 году IBM сообщила, что создала 5-нм кремниевые чипы с использованием кремниевых нано-листов в конфигурации gate-all-around (GAAFET), отличающейся от обычного дизайна FinFET. Используемые GAAFET-транзисторы имели 3 нанолиста, уложенных друг на друга, полностью покрытых одним и тем же затвором, точно так же, как FinFET обычно имеют несколько физических рёбер рядом, которые электрически являются единым целым и полностью покрыты одним и тем же затвором. Размер чипа IBM составлял 50 мм2 и имел 600 миллионов транзисторов на мм2, в общей сложности 30 миллиардов транзисторов.

### Коммерческое применение
В апреле 2019 года Samsung Electronics объявила, что с четвертого квартала 2018 года они предлагают своим клиентам инструменты с 5-нм технологическим процессом (5LPE). В апреле 2019 года TSMC объявила, что их 5-нм технологический процесс (CLN5FF, N5) начал опытное производство, и что полные спецификации дизайна чипов теперь доступны для потенциальных клиентов.
Для своего 5-нм технологического процесса Samsung запустила процесс устранения дефектов путем автоматической проверки и исправления из-за возникновения стохастических (случайных) дефектов в металле и сквозных слоях.
В октябре 2019 года TSMC, как сообщается, начала пробы с 5-нм процессорами A14 для Apple.
В декабре 2019 года TSMC объявила о среднем выходе около 80 % при пиковом выходе на пластину более 90 % для своих 5-нм тестовых чипов с размером матрицы 17,92 мм2. В середине 2020 года TSMC заявила, что ее 5-нм процесс (N5) обеспечивает в 1,8 раза большую плотность, чем 7-нм техпроцесс N7 с улучшением скорости на 15 % или снижением энергопотребления на 30 %.
13 октября 2020 года Apple анонсировала новую линейку iPhone 12 с использованием A14. Наряду с линейкой Huawei Mate 40, использующей HiSilicon Kirin 9000, A14 и Kirin 9000 стали первыми устройствами, которые были коммерциализированы на 5-нм-технологии TSMC. Позже, 10 ноября 2020 года, Apple также представила три новые модели Mac, использующие Apple M1, еще один 5-нм чип. Согласно Semianalysis, процессор A14 имеет плотность транзисторов 134 миллиона транзисторов на 1 мм2.
В октябре 2021 года TSMC представила обновление своего семейства 5-нм технологических процессов: N4P. По сравнению с N5, узел обеспечивает на 11 % более высокую производительность (на 6 % выше по сравнению с N4), на 22 % более высокую энергоэффективность, на 6 % более высокую плотность транзисторов и меньшее количество масок. TSMC ожидает, что первые изделия будут выпущены ко второй половине 2022 года.
В декабре 2021 года TSMC анонсировала обновление семейства 5-нм техпроцессов, предназначенных для высокочастотных вычислений: N4X. Процесс отличается оптимизированным дизайном и структурой транзисторов, уменьшенным сопротивлением и ёмкостью целевых металлических слоёв и высокоплотными MiM-конденсаторами. Процесс обеспечит на 15 % более высокую производительность по сравнению с N5 (или на 4 % по сравнению с N4P) при напряжении питания 1,2 В или большем. TSMC ожидает, что N4X начнет опытное производство к первой половине 2023.
В июне 2022 года Intel представила некоторые подробности о техпроцессе Intel 4: первый процесс компании, использующий EUV, в 2 раза более высокая плотность транзисторов по сравнению с Intel 7, использование покрытой кобальтом меди для тончайших пятислойных межсоединений, на 21,5 % более высокая производительность при заявленной мощности или на 40 % меньшая мощность при заявленной частоте при 0,65 В по сравнению с Intel 7 и т. д. Первым продуктом Intel, созданным на базе Intel 4, является Meteor Lake, который будет запущен во 2 квартале 2022 года и планируется к поставке в 2023 году.

## 5-нм-технологические процессы на рынке
|                                  | Дорожная карта IRDS 2017 | Дорожная карта IRDS 2017 | Samsung                                       | Samsung            | Samsung                                       | Samsung            | TSMC                                          | TSMC                                          | TSMC                                          | TSMC                                          | TSMC                                                        | TSMC               | Intel                                         |
| -------------------------------- | ------------------------ | ------------------------ | --------------------------------------------- | ------------------ | --------------------------------------------- | ------------------ | --------------------------------------------- | --------------------------------------------- | --------------------------------------------- | --------------------------------------------- | ----------------------------------------------------------- | ------------------ | --------------------------------------------- |
| Название процесса                | 7 нм                     | 5 нм                     | 5LPE                                          | 5LPP               | 4LPE                                          | 4LPP               | N5                                            | N5P                                           | N4                                            | N4P                                           | N4X                                                         | 4N                 | 4                                             |
| Плотность транзисторов (Mтр/мм2) | Неизвестно               | Неизвестно               | 126,9                                         | Неизвестно         | 137                                           | 137                | 138,2                                         | 138,2                                         | 146,5                                         | 146,5                                         | Неизвестно                                                  | Неизвестно         | 160                                           |
| Размер ячейки SRAM (мкм2)        | 0,027                    | 0,020                    | 0,026                                         | 0,026              | 0,026                                         | 0,026              | 0,021                                         | 0,021                                         | Неизвестно                                    | Неизвестно                                    | Неизвестно                                                  | Неизвестно         | Неизвестно                                    |
| Шаг затвора транзистора (нм)     | 48                       | 42                       | 57                                            | 57                 | 57                                            | 57                 | 51                                            | 51                                            | 51                                            | 51                                            | Неизвестно                                                  | Неизвестно         | 50                                            |
| Шаг межсоединения (нм)           | 28                       | 24                       | 36                                            | Неизвестно         | 32                                            | 32                 | 28                                            | 28                                            | Неизвестно                                    | Неизвестно                                    | Неизвестно                                                  | Неизвестно         | 30                                            |
| Статус производства              | 2019                     | 2021                     | 2018: опытное производство 2020: производство | 2022: производство | 2020: опытное производство 2021: производство | 2022: производство | 2019: опытное производство 2020: производство | 2020: опытное производство 2021: производство | 2021: опытное производство 2022: производство | 2022: опытное производство 2022: производство | К 1 полугодию 2023: опытное производство 2024: производство | 2022: производство | 2022: опытное производство 2023: производство |